# Dalixia Fernández
Pour les articles homonymes, voir Fernández.
Dalixia Fernández Grosset, née le 26 novembre 1977 à Guantánamo, est une joueuse de beach-volley cubaine.

## Palmarès
- Jeux panaméricains
  -  Médaille d'or en 2003 à Saint-Domingue avec Tamara Larrea
  -  Médaille d'argent en 2007 à Rio de Janeiro avec Tamara Larrea